# Jon Schillaci
Jon Savarino Schillaci, född den 14 december 1971 i Oklahoma, är en amerikansk sexualbrottsling som lades till FBI Ten Most Wanted List den 7 september 2007 efter en rymning. Han var då den 488:e rymlingen som lades till listan. Han fångades in den 5 juni 2008 i San José de Gracia, Michoacán, Mexiko efter nästa nio år på rymmen.

### Fotnoter
1. ↑  ”Top Ten Capture - Most Wanted Fugitive Found in Mexico”. Federal Bureau of Investigation. 6 juni 2008. Arkiverad från originalet den 7 april 2010. https://web.archive.org/web/20100407183811/http://www.fbi.gov/page2/june08/topten_060608.html. Läst 25 december 2009.